# Kārdeh
Kārdeh (persiska: کارده) är en ort i Iran.   Den ligger i provinsen Khorasan, i den nordöstra delen av landet, 700 km öster om huvudstaden Teheran. Kārdeh ligger 1 308 meter över havet och antalet invånare är 351.
Terrängen runt Kārdeh är kuperad. Runt Kārdeh är det ganska tätbefolkat, med 60 invånare per kvadratkilometer. Närmaste större samhälle är Gajvān, 15,7 km sydväst om Kārdeh. Omgivningarna runt Kārdeh är i huvudsak ett öppet busklandskap.